# UEFA-CAF Meridian Cup 2007
La UEFA-CAF Meridian Cup 2007 va tenir lloc a Barcelona del 27 de febrer a l'1 de març. El format del torneig canvia en aquesta edició, les dues confederacions juguen una contra l'altra, en comptes de jugar les seleccions d'aquestes confederacions.

## Seleccions
Vegeu UEFA-CAF Meridian Cup 2007 (Seleccions)

## Resultat
Europa guanya a Àfrica, 10-1 en el còmput global. 6-1 en el primer partit i 4-0 en el segon.

### 1r partit (anada)
| Selecció d'Europa | 6 - 1 | Selecció d'Àfrica    |
| --- | ----- | -------------------- |
| Aarón Ñíguez 2' · Manuel Fischer 21' · Aarón Ñíguez 25' · Manuel Fischer 35' · Bojan Krkić 60' · Alexander Prudnikov 89' |       | Pierrick Dipanda 45' |

Selecció d'Europa 

Evgeny Pomazan; Björn Kopplin (61. Guillem Savall), Jan Polák, Craig Cathcart, Nikola Gulan; Vurnon Anita (61. Krisztián Németh), Ádám Dudás (75. Romeu Oliveira Ribeiro), Jan Hable, Marko Marin (46. Bojan Krkić); Aarón Ñíguez i Manuel Fischer (46. Alexander Prudnikov).
Selecció d'Àfrica 

Habib Tounsi (46. Christian Okoua); Ulrick Boucka, Ramahlwe Mphahlele, Sadok Karoui (62. Kemokho Cissokho), Stevy Nzambé (43. Mahamadi Bande); Samuel Gebrehiwet, Pierrick Dipanda, Lionnel Djimgou (43. Felix Donkor); Konan N'Gouan, Etienne Eto'o i Serigne Gueye (74. Boubacar Bangoura).

### 2n partit (tornada)
| Selecció d'Àfrica | 0 - 4 | Selecció d'Europa                                                                      |
| ----------------- | ----- | -------------------------------------------------------------------------------------- |
|                   |       | Krisztián Németh 41' · Manuel Fischer 64' · Alexander Prudnikov 73' · Ádám Dudás 90+1' |

Selecció d'Àfrica 

Christian Okoua (77. Yosief Zeratsion); Ulrick Boucka, Ramahlwe Mphahlele, Kemokho Cissokho, Konan N'Gouan, Junior Gourrier, Samuel Gebrehiwet (80. Stevy Nzambé), Pierrick Dipanda, Boubacar Bangoura (57. Mahamadi Bande), Cheick Sy i Etienne Eto'o (65. Serigne Gueye).
Selecció d'Europa 

Wojchiech Szczesny; Nenad Adamović (75. Björn Kopplin), Guillem Savall, Jan Polák, Dor Malul; Romeu Oliveira Ribeiro (46. Nikola Gulan), Jan Hable (59. Aarón Ñíguez), Marko Marin (46. Vurnon Anita); Bojan Krkić, Alexander Prudnikov (76. Ádám Dudás) i Krisztián Németh (46. Manuel Fischer).